# 마티 (마다가스카)
《마티》는 《마다가스카》에 등장하는 얼룩말이다. 성우는 이인성
설정상 신장 223cm에 체중 210kg이다.